# Iso Riihijärvi
Iso Riihijärvi är en sjö i Finland. Den ligger i kommunen Kuhmo i landskapet Kajanaland, i den östra delen av landet, 500 km nordost om huvudstaden Helsingfors. Iso Riihijärvi ligger 228,9 meter över havet. Den är 7,52 meter djup. Arean är 84,9 hektar och strandlinjen är 6,2 kilometer lång. Sjön  ingår i Uleälvens huvudavrinningsområde.   I omgivningarna runt Iso Riihijärvi växer i huvudsak barrskog.